# Middle Village
Middle Village è un census-designated place (CDP) degli Stati Uniti d'America, situato in Wisconsin, diviso tra la contea di Shawano e la contea di Menominee.